# Atheta pfaundleri
Atheta pfaundleri är en skalbaggsart som beskrevs av Benick 1940. Atheta pfaundleri ingår i släktet Atheta, och familjen kortvingar. Enligt den svenska rödlistan är arten otillräckligt studerad i Sverige. Arten förekommer i Götaland. Artens livsmiljö är våtmarker.